# Ignacio Chávez (Poolbillardspieler)
Ignacio Chávez (* 8. Januar 1957) ist ein mexikanischer Poolbillardspieler.

## Karriere
Im Juli 2002 erreichte Ignacio Chávez erstmals die Finalrunde der 9-Ball-Weltmeisterschaft und schied dort in der Runde der letzten 64 gegen den Amerikaner Jeremy Jones aus. Im August 2008 erreichte er das Achtelfinale der 14/1-endlos-WM und verlor dieses mit 128:200 gegen den späteren Weltmeister Niels Feijen. Bei der Panamerikameisterschaft 2009 wurde Chávez durch Finalsiege gegen Carlos Castro beziehungsweise Frailin Guanipa Panamerika-Meister im 9-Ball und im 10-Ball. Wenige Monate später schied er in der Runde der letzten 64 der 10-Ball-WM mit 8:9 gegen den Deutschen Ralf Souquet aus. Im Mai 2010 gelang ihm bei der Ultimate 10-Ball Championship der Einzug ins Finale, das er jedoch gegen den Amerikaner Shane van Boening verlor. Bei der Panamerikameisterschaft 2010 konnte er im Finale gegen den Chilenen Enrique Rojas seinen Titel im 9-Ball erfolgreich verteidigen. Im Juli 2015 gewann er durch einen Finalsieg gegen den Argentinier Jorge Llanos die Panamerikameisterschaft im 8-Ball und kam im 9-Ball auf den dritten Platz.